# Рись (сузір'я)

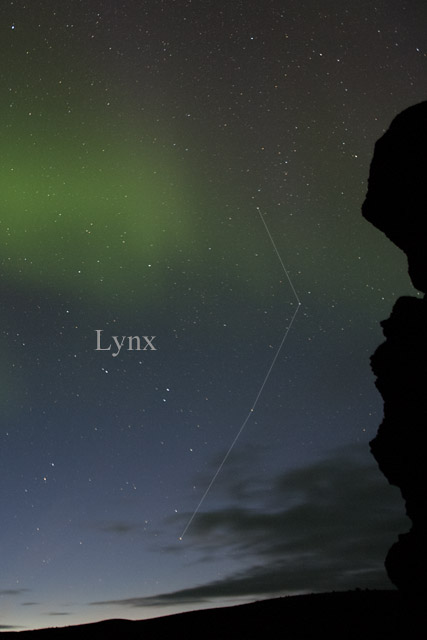
Рись неозброєним оком.

Рись (лат. Lynx) — сузір'я північної півкулі неба, містить 92 зорі, видимих неозброєним оком. Спостерігається цілорічно.

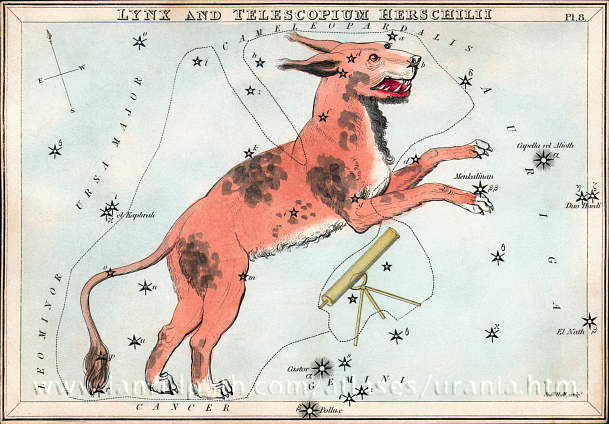
Сузір'я Рисі та Телескопа Гершеля (застаріле) із «Дзеркала Уранії», набору тематичних карток опублікованих у Лондоні, бл. 1825

## Історія
Нове сузір'я. Запропоноване Яном Гевелієм, з метою заповнення ділянки зоряного неба між Великою Ведмедицею і Візничим. Назву Рись Гевелій вибрав через відсутність яскравих зірок у цій ділянці неба. Щоб його розрізнити на небі потрібні справді рисячі очі (рисі відомі своїм добрим зором).

## Об'єкти
У сузір'ї Рисі міститься кулясте скупчення NGC 2419, яке ще називають «Міжгалактичний Мандрівник». Це одне з найвіддаленіших відкритих наукою кулястих скупчень.
Біля межі із сузір'ям Рака розташована галактика NGC 2683.